# میشل جویا
میشل جویا (انگلیسی: Michele Gioia؛ زادهٔ ۳۱ ژوئیهٔ ۱۹۷۱) بازیکن فوتبال است.
از باشگاه‌هایی که در آن بازی کرده‌است می‌توان به باشگاه فوتبال مونترال اشاره کرد.